# فيليس ويلش ماكدونالد
فيليس ويلش ماكدونالد (بالإنجليزية: Phyllis Welch MacDonald)‏ هي رسامة وممثلة أمريكية، ولدت في 16 يوليو 1913 في توليدو في الولايات المتحدة، وتوفيت في 26 سبتمبر 2008.

## وصلات خارجية
- فيليس ويلش ماكدونالد على موقع IMDb (الإنجليزية)
- فيليس ويلش ماكدونالد على موقع قاعدة بيانات برودواي على الإنترنت (الإنجليزية)
- فيليس ويلش ماكدونالد على موقع قاعدة بيانات الفيلم (الإنجليزية)
- فيليس ويلش ماكدونالد على موقع كينوبويسك (الروسية)